# Arno Hansen
Arno Hansen (født 24. marts 1940 i Odense) er en tidligere dansk fodboldspiller.
Arno Hansen kom på B 1909s førstehold i 1958 i en kvartfinale i landspokalturneringen mod Vejle BK. Året efter var han med til at bringe mesterskabet til klubben. Fem år senere var han også med, da det andet mesterskab til B. 1909 kom i hus, med en 1-0 sejr over KB i Idrætsparken foran 44.000 tilskuere; hvilket stadig er rekord til en klubkamp i Danmark.
I 1958 debuterede han på U19-landsholdet mod Norge og var på tale til det olympiske hold, der senere vandt sølv i Rom, men blev siet fra i sidste øjeblik. Derimod fik han én uofficiel landskamp, han med i kamp mellem et dansk hold og et hold fra Brasilien, hvor blandt andet Pelé var med.  Uheldigvis havde han ikke fået sine støvler med fra Odense til København og måtte låne nogle af Erling . De var dog to numre for store, men det var der ingen, der opdagede. [kilde mangler] Resultatet blev 3-4 foran 52.000 tilskuere. Rekord for en kamp på dansk grund. [kilde mangler]
I 1965 var han med i UEFA Mesterholds Turnering ude mod Dinamo Bukarest. I en kamp hvor B.1909'eren Palle Kähler sparkede en modstander ned. Da dommeren var på vej over for at vise ham ud, spændte Arno Hansen ben for ham. Således blev de begge sendt ud af banen. Men så gik anføreren, Bruno Eliasen, i dialog med den jugoslaviske dommer, og det endte med, at begge spillere blev vinket ind på banen igen og fuldførte kampen. [kilde mangler]
I 1971 blev Arno Hansen kåret som årets pokalfighter i pokalfinalen, som B.1909 vandt 1-0 over Frem. Arno Hansen var B1909-formand.
Arno Hansen har to døtre, og en søn.